# Detlef Haase
Detlef Haase (* 15. Juli 1924 in Kellinghusen; † 12. Dezember 1997 in Itzehoe) war ein deutscher Politiker der SPD.

## Leben und Beruf
Nach der Mittleren Reife absolvierte Haase, der evangelischen Glaubens war, von 1941 bis 1946 eine Lehre als Zimmermann, die von 1943 bis 1945 durch die Teilnahme am Zweiten Weltkrieg als Soldat unterbrochen wurde. Unmittelbar vor Kriegsende wurde er am 27. April 1945 wegen „Wehrkraftzersetzung und marxistischer Machenschaften“ zum Tode verurteilt. Das Urteil wurde aber in Frontbewährung umgewandelt.
Nachdem er zunächst im erlernten Beruf tätig gewesen war, arbeitete er von 1951 bis 1961 und nach seinem Ausscheiden aus dem Bundestag von 1976 bis 1982 als Verwaltungsangestellter in der Arbeitsverwaltung. Von 1950 bis 1961 war er Vorsitzender des DGB-Ortskartells in Kellinghusen und gehörte auch dem Kreisausschuss des DGB im Kreis Steinburg an. Haase war verheiratet und hatte drei Kinder.

## Partei
Haase beantragte am 22. Mai 1942 die Aufnahme in die NSDAP und wurde zum 1. September desselben Jahres aufgenommen (Mitgliedsnummer 9.279.565). Er wird von Danker und Lehmann-Himmel in ihrer Studie über das Verhalten und die Einstellungen der Schleswig-Holsteinischen Landtagsabgeordneten und Regierungsmitglieder der Nachkriegszeit in der NS-Zeit aufgrund seines damals jungen Alters als „NS-sozialisiert“ charakterisiert. Er trat 1950 der SPD bei und war dort von 1963 bis 1971 Kreisvorsitzender für den Kreis Steinburg.

## Abgeordneter
Von 1955 bis 1982 war Haase Ratsherr in Kellinghusen.
Von 1954 bis zum 10. November 1961 war er Landtagsabgeordneter in Schleswig-Holstein. 1954 wurde er im Wahlkreis Steinburg-Süderdithmarschen und 1958 im Wahlkreis Steinburg-Ost gewählt.
Dem Deutschen Bundestag gehörte Haase vom 10. November 1961, als er für den verstorbenen Kurt Pohle nachrückte, bis 1976 an. Vom 10. Juni 1976 bis zum 19. Januar 1977 war er außerdem Mitglied im Europaparlament.

## Öffentliche Ämter
Von 1959 bis 1974 und von 1978 bis 1982 war Haase Bürgervorsteher der Stadt Kellinghusen.